# 直通運転

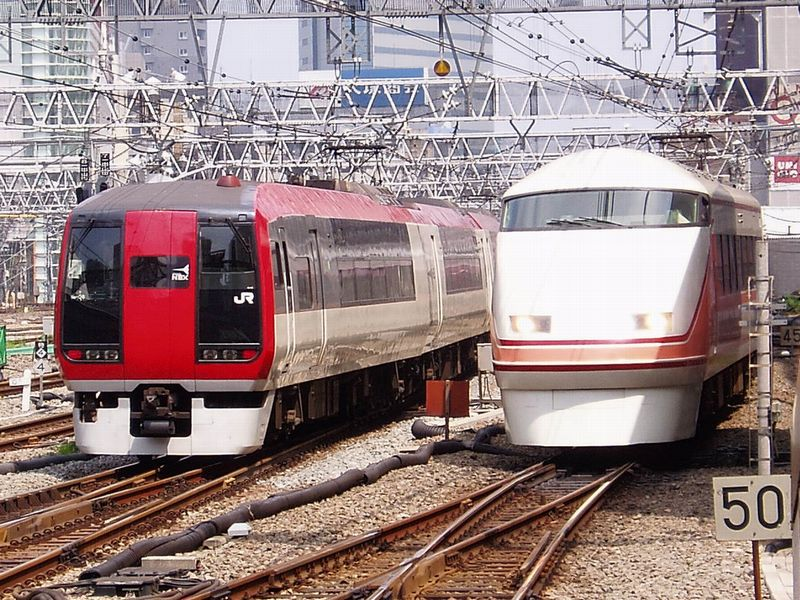
JR東日本の路線へ直通運転する東武鉄道「100系特急電車スペーシア」（右）

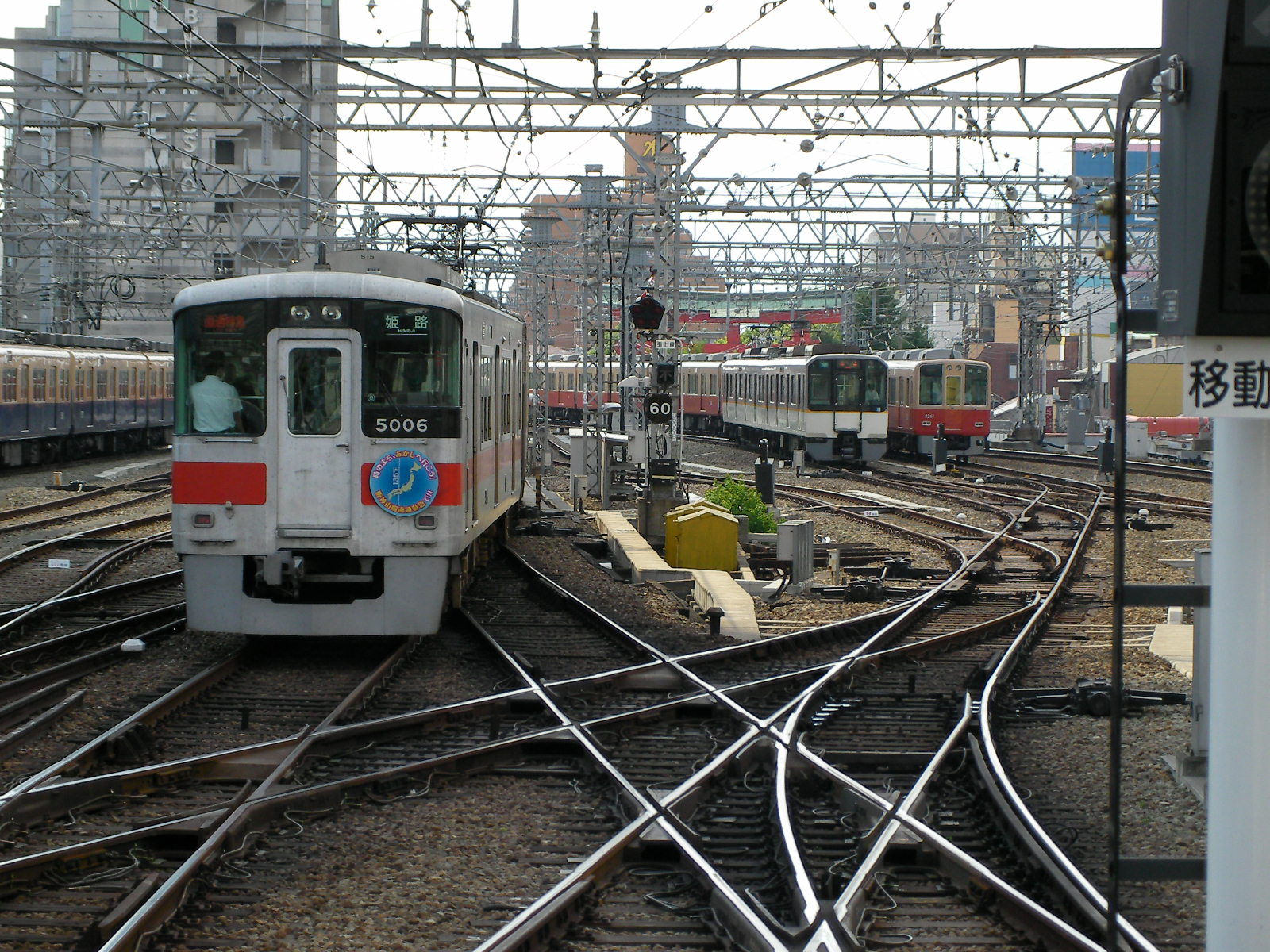
阪神電気鉄道尼崎駅での3社の鉄道車両が並ぶ光景。左から山陽電気鉄道5000系電車、近鉄9020系電車、阪神8000系電車が並んでいる。

鉄道における直通運転（ちょくつううんてん）とは、複数の路線・区間や鉄道事業者にまたがって旅客列車を運転することである。列車の乗り入れと表現されることもある。英語ではtrackage rightsまたはthrough serviceと表現する。

## 概要
日本では、郊外から都心や副都心への交通の便の確保、乗り換えの不便解消、ターミナル駅の混雑解消で大都市圏の地下鉄や私鉄路線が郊外の私鉄路線と直通運転するものや、JR・国鉄から経営分離された第三セクター鉄道がJRと直通運転するものなどが代表的である。その形態は一様でなく、事実上一体的に運行されているが運営事業者が異なるために直通運転と表現されるもの から、特急などの限られた列車のみが乗り入れているものまでさまざまである。
ヨーロッパやアジアにおいては複数の国にまたがって国際列車が運行されている。一方で、日本で見られるような地下鉄と郊外鉄道との直通運転は行われていない都市も多く、あるいは地下鉄と郊外鉄道が一体的に運営されている例もある。
貨物列車に対して使われることもあるが、貨物列車は通常複数の路線にまたがって広域的に運行されることから、旅客列車の場合と比較すると一般的な用法ではない。なお、1960年代までの車扱貨物による鉄道貨物輸送が主流の時代、私鉄が所有する貨車が国鉄の貨物列車に連結されて、国鉄線上を運行したケースも多く、「直通貨車」と呼ばれた。→貨車#所有者別の分類を参照
同一路線内であっても、通常乗り換えが必要な区間を通して運転することを指して使われる例もある。
日本においては、ほとんどの鉄道事業者が施設・車両の保有と列車の運行の両方を担っていることから、事業者間の直通運転で用いられる車両を保有する事業者の違いを区別して表現することがあり、相互の事業者の車両を用いるものを相互乗り入れ（相互直通運転、双方向直通運転）、片方の事業者の車両が一方的に他方の事業者の路線へ乗り入れて運行するもの、自社の路線の車両は乗り入れないが、他社の車両が自社の路線に乗り入れることを片乗り入れ（片方向直通運転、一方向直通運転）という。また、3事業者以上の鉄道事業者が直通運転を実施するものの、例えば事業者A・事業者B・事業者Cの3事業者による直通運転で、事業者Aと事業者Cの所有車両を使用せずに事業者Bの所有車両のみの乗り入れをする場合は、事業者Aと事業者C間では相互乗り入れや片乗り入れにはならないことから、この場合は変則乗り入れ（変則直通運転、変則的直通運転）とも称す。なお、3事業者以上の鉄道事業者が直通運転に絡む場合は、相互乗り入れと片乗り入れ、また場合によっては変則乗り入れとを組み合わせる事例もあり、日本の首都圏での実施例を挙げると、京成電鉄では都営地下鉄浅草線や京急、芝山鉄道および北総鉄道との間では相互乗り入れの形態であるが、新京成電鉄とは片乗り入れとなっている。また、相鉄ではJR東日本と東急との間では相互乗り入れであるが、都営地下鉄三田線や東京メトロ南北線・副都心線および埼玉高速鉄道とは、当面の間は自社車両のみの片乗り入れとなっている。また、東武東上本線との直通運転を実施するが、相鉄と東武との間では両者車両の相互および東京メトロの車両による直通は実施されず、その間にある東急の車両のみが両路線間を跨って運転する変則乗り入れの状態である。

## 効果
例として2013年3月16日に開始された東急東横線・東京メトロ副都心線の直通運転を挙げる。この直通運転では、従前より行われていた直通運転とあわせ、横浜高速鉄道みなとみらい線・東武東上線・西武有楽町線・西武池袋線の各線が結ばれた。東武東上線沿線の川越市を訪れた観光客は630万人を超え、これは川越を舞台にしたNHKの連続テレビ小説「つばさ」が放送された2009年を上回る過去最高のものである。川越市の観光課によると、2013年4月から12月は神奈川県からの観光客が全体の約13%を占め、前年比で約6ポイント増えたという。一方で横浜市への観光客も増加し、横浜高速鉄道によると、2013年4月から2014年2月までのみなとみらい線内の6駅の利用者数は前年比で約9.4%増加の約6370万人となり、沿線に大型商業施設を抱えるみなとみらい駅は約20%、元町・中華街駅は約7.6%増加した。みなとみらい線沿線のホテル宿泊者や横浜駅周辺の百貨店利用者も増加した。これに加え、沿線の私立学校の受験者の増加や、比較的割安だった東上線沿線の不動産価格の上昇も伴い、埼玉西部や神奈川で沿線の商業面にプラスの効果を生み出した。

## 直通運転の要件
直通運転にあたっては、単に線路を接続させるだけでなく、地上設備や車両などの規格の統一や、運転業務・営業の取り扱いにおける事業者間の取り決めが必要となる。

### 地上設備
直通運転にあたっては、実施する両路線の軌間や電化方式などの規格を揃えるのが通常である。しかし、現に営業している路線においてこれらを変更するには多大なコストがかかるため、車両の側で複数の方式に対応できるようにすることで、地上設備の大規模な改修を避ける例も多く見られる。
直通運転を実施する路線の軌間が異なる場合は、軌間をどちらか一方に合わせて改軌する（京成電鉄など）か、両方の車両が走行できるように三線軌条化（小田急箱根鉄道線など）が行われる。車両側で対応する例としては、スペイン・フランス国境のタルゴのように軌間可変車両を導入したり、中国とロシア・モンゴルの国境のように台車の交換により直通を実施するものがある。この場合、接続部にはそのための地上設備が設けられる。
電化方式が異なる場合には、電化方式を一方に合わせて変更するか、複数の異なる電化方式でも走行できる設備を備えた車両（複電圧車や交直流電車など）を導入して対応する。また、非電化区間へは電車はそのままでは乗り入れられないが、電車を機関車で牽引することによって直通運転を実施する例がある。この場合、車内照明や空調等のサービス電源をまかなうため、発電機の搭載や電源車の連結が行われる。
また、直通運転する区間では案内表示の交換・新設がなされるほか、直通路線間の接続駅では、線路配線や信号設備の変更、プラットホームの新設・改築などが行われる。直通運転により乗り入れてくる車両の規格に対応させるために路線全体の地上設備（直々セクションの設置など）を改修する場合もある。運用の変更に伴い車両基地の改修・新設・移転などを実施する場合もある。

### 車両
直通運転に使用される車両は、乗り入れ先路線の設備や運行形態に対応したものが必要である。具体的には、車両限界の要請による車両の大きさや、扉の数や位置、加減速度や最高速度など車両の性能などが挙げられるほか、軌間や電化方式の違いを車両側で対応するための装置などもある。また、当該の事業者間の取り決めにより、車両の操作方法 など、これら以外のさまざまな点についても一定の定めを設ける。
しかし、車両規格については相手の路線へ乗り入れられることが最低限の条件であって、完全な統一が必須というわけではなく、異なる車両規格で相互乗り入れを行うこともあり、日本では阪神電気鉄道と近畿日本鉄道との間、福井鉄道とえちぜん鉄道との間、他路線を介して乗り入れする例としては東京急行電鉄（東急電鉄）東横線と東京メトロ日比谷線を介して東武鉄道伊勢崎線との間（東急は当時18m級車両、東武は20m級車両での運行、東横線の20m級車両は1969年の8000系が最初）での事例が挙げられる（ただし、この3社は直通運転開始前の1957年に「2号線車両規格」を制定し、この基準を満たしている車両以外は直通運転運用には充当されなかった）が、東横線と日比谷線との直通運転は2013年3月15日を以て終了している。
また、信号方式や保安装置（ATS・ATC等）、列車無線の通信方式などが異なる場合、すべての事業者に対応できるよう同じ機能を異なる方式で複数搭載する必要が発生する。場合によっては、これらの設備を直通事業者間で統一した上で直通運転を行うこともある。
非常時の救援に備え、連結器も各者で共通化することが理想ではあるが、困難な場合は異なる連結器同士をつなぐための中間連結器を車両側および地上側に常備するが、あるいは専用の牽引用車両を用意することもある。
なお、一部の車両のみを直通運転に対応させ、残りの車両は直通運転させず自社線内のみを運行させるという方法も採られている。車両の保有数や系列が多岐に渡る大手私鉄などでは一部の系列や編成のみが対応車として充当されることが多い。若しくはほとんどの車両が直通対応となるが自社線で特急に充当されることなどを理由に直通対応から外されるケースもある。一方で地下鉄などの場合同一線区で運用される車両の規格が統一されていることが多く、使用車両全車が直通対応となることが多い。

### 業務の取り扱い
直通運転においては、乗務員や駅員などの係員の業務の取り扱いも定める必要がある。
乗務員（運転士・車掌等）の列車への乗務は大きく2つの方法に分けられ、具体的には、それぞれの事業者の乗務員が自事業者の管轄する区間のみを乗務し境界駅で交代する方式と、それぞれの事業者の乗務員が自事業者の車両に乗務し、相手方の路線まで通して運行する方式とである。前者の方式では、各乗務員が相手の事業者の車両の操作に習熟することと、境界駅での乗務の引き継ぎの方式を定めることとが必要となる。後者の方式では、各乗務員が相手の事業者の区間の路線の特徴や取り扱い方式などに習熟することが必要となる。日本においては、両方の方式が用いられてきたが、後者の方式をとった路線において阪急神戸線六甲駅列車衝突事故および信楽高原鐵道列車衝突事故といった重大事故が発生したことから、多くの路線において前者の方式へ切り替えられた。境界駅はそのまま通り越して、相手方の駅で交代する方式もある。阪神なんば線と近鉄難波線（阪神と近鉄のATS区分駅である桜川駅〈阪神単独駅〉で交代）や、北陸新幹線（境界駅の上越妙高駅は「かがやき」が通過してしまうため、全列車停車駅の長野駅〈JR東日本単独駅〉で交代）などが挙げられる。
また、運転指令所においては直通事業者同士で緊密な連携が必要となるほか、境界駅での駅業務の管轄、各駅での連絡乗車券類の発売、乗り入れ先での拾得物取扱いなどについても定められる。

## 車両使用料・線路使用料
直通運転では、複数の事業者（会社）がそれぞれの区間を互いの車両によって運行するため、何らかの方法で経費の精算または相殺を行う必要がある。日本においては、ほとんどの場合線路などの施設の保有・車両の保有と列車の運行のすべてを区間ごとに一つの事業者が担う形態で運営されていることから、各事業者が直通相手の事業者に車両を貸し出して運行するという形を取っており、この際に車両使用料を収受することになる。実際には、双方の支払うべき車両使用料が同じになるよう調整し、支払いを相殺することがよく行われる。このため、時として相手方の路線内だけを往復する運用や運用の持ち替えが見られる。かつては走行キロの貸し借りで精算をしていたが、税務上物々交換は適切でないとのことで、現在は1車1キロ走行あたりの車両使用料を算出するようになり、毎月の走行距離の車両使用料に消費税額を加えたものを相手会社に支払うことで、会社間で料金のやり取りをしている。
一方、施設を保有している会社と車両を保有し列車を運行する会社が異なる場合には、運行会社が保有会社に対して線路使用料を支払う形になる。

### 線路使用権
日本国外においては、列車を運行する会社が他社の鉄道路線を走行する契約を線路使用権（せんろしようけん）ということがある。この契約では、前者が後者のどの区間で運行し、営業を行うかが子細に定められる。前者は後者の路線を走行するが、貨客を問わず営業はしない契約形態もあり、それをオーバーヘッド・トラッケージ・ライト (Overhead trackage rights) またはインシデンシャル・トラッケージ・ライト (Incidental trackage rights) という。時には、後者は自社での運行を取りやめ、前者の列車のみが運行されることがある。これは、路線の一部をリースさせているのと同義となる。
線路使用権は、必要に応じて一時的な契約であったり、長期に及ぶ場合もある。一時的に線路使用権を設定するときの例としては、災害により自社路線が被災した場合に、被災していない平行他社路線を使用して列車を運行する、というものがある。長期契約の例としては、他社路線を使用したほうが利益が高くなる場合や、他社路線を使用すると短絡できる場合がある。

## 日本における直通運転
日本における直通運転は、大都市の地下鉄が郊外への私鉄路線と直通運転するものや、JR・国鉄から経営分離された第三セクターがJRと直通運転するものなどが代表的である。大都市においては、運輸大臣の諮問機関である運輸政策審議会（現在の国土交通大臣の諮問機関交通政策審議会に相当）の答申により、路線建設時には直通運転を前提として計画がなされる。特に関東私鉄で盛んに行われている。
日本において特徴的な直通運転の形態としては、都心部にターミナル駅を持つ私鉄と地下鉄とが直通する際に、ターミナル駅そのものではなく、数駅郊外側の駅で地下鉄の路線と接続して直通しているというものがあり、首都圏、近畿地方などで例が見られる（小田急小田原線、西武有楽町線、東武伊勢崎線、近鉄京都線など）。
また、同一事業者内ではあるが、東京や大阪のJRでは複数の路線間で直通運転を行っており、都心部をまたいだ一体的な列車運行や、広域的な中距離列車の運行がなされている。代表的な例としては東京の中央・総武緩行線や上野東京ライン及び湘南新宿ライン、大阪のJR神戸線・JR京都線・JR宝塚線やJR東西線・学研都市線などが挙げられる。

### 日本における直通運転の歴史
直通運転の歴史は明治時代に遡る。1950年代以前にも奈良電気鉄道（→近鉄京都線）と近畿日本鉄道奈良線・橿原線、および奈良電と京阪神急行電鉄京阪線（→京阪電気鉄道）などの異事業者での直通運転はあったが、本格的に異事業者間で直通運転開始をしたのは高度経済成長期全盛の1960年代に入ってからである。
民鉄と地下鉄との相互乗り入れ黎明期は営団地下鉄日比谷線のように各駅停車による直通運転を原則としていた。地下鉄に民鉄の優等列車が定期列車で初めて乗り入れたのは京成電鉄が1964年10月1日ダイヤ改正で都営浅草線に通勤準急（現在廃止）を乗り入れさせたのが最初である。
ただし、かつては同一事業者の路線が別会社に分割されて新たに異なる事業者間の直通運転となった例や、これとは逆に、かつては異なる事業者間の直通運転だったものが、同一事業者の路線間の直通運転となった例も存在する。この他にも、一旦は直通運転を廃止したものの、運営形態の変更により営業上および書類上は再び直通運転となった例もあり また、車両の譲渡などの理由により、それまで片乗り入れだったものが相互乗り入れに変更された例もある。

#### 日本における直通運転の年表
- 1904年（明治37年）4月5日：東武亀戸線が開業。亀戸駅を介して総武鉄道線（現・JR総武本線）両国橋駅（現・両国駅）まで直通運転を開始。
- 1910年（明治43年）3月27日：東武亀戸線 - 総武本線の直通運転を廃止。
- 1925年（大正14年）3月11日：京浜電鉄と東京市電の相互直通運転を開始。京浜は北品川駅北方より市電品川線を経由して分岐し（京浜）高輪駅へ、市電は北品川駅へ乗り入れた。
- 1926年（大正15年）
  - 4月1日：愛知電気鉄道豊橋線（後の名鉄名古屋本線・名鉄小坂井支線）が部分開業。小坂井駅を介して豊川鉄道豊川駅まで直通運転を開始。
  - 9月1日：黒野駅を介して谷汲鉄道が美濃電気軌道北方線（後の名鉄揖斐線）忠節駅まで直通運転を開始。
- 1928年（昭和3年）10月1日：碧海電気鉄道（現・名鉄西尾線西尾以北）が全線開業。西尾駅を介して愛知電気鉄道西尾線（現・名鉄西尾線西尾以南）吉良吉田駅まで相互直通運転を開始。
- 1929年（昭和4年）10月27日：参宮急行電鉄本線（現・近鉄大阪線）が部分開業。桜井駅を介して大阪電気軌道桜井線と直通運転を開始。
- 1931年（昭和6年）4月1日：知多鉄道（現・名鉄河和線）が部分開業。太田川駅を介して愛知電気鉄道常滑線神宮前駅まで直通運転を開始。
- 1933年（昭和8年）4月1日：京浜電鉄 - 東京市電の相互直通運転を廃止。京浜電鉄は自社路線を敷設し省線品川駅に接続した。
- 1939年（昭和14年）9月16日：新橋駅を介して東京地下鉄道と東京高速鉄道の直通運転を開始。地下鉄間で初めての直通運転となったが、後に帝都高速度交通営団に統合され、営団地下鉄銀座線（現・東京メトロ銀座線）となる。
- 1945年（昭和20年）12月21日：丹波橋駅を介して京阪神急行京阪線（現・京阪本線） - 奈良電気鉄道線（現・近鉄京都線）と直通運転を開始。
- 1954年（昭和29年）12月25日：名鉄小坂井支線が廃止され飯田線豊川方面への直通運転廃止。
- 1960年（昭和35年）12月4日：都営地下鉄浅草線が部分開業。押上駅を介して京成押上線・京成本線と直通運転を開始。地下鉄と郊外の民鉄事業者による初の直通運転となる。
- 1961年（昭和36年）12月10日：伊豆急行線が全線開業。伊東駅を介して国鉄伊東線（現・JR伊東線）と直通運転を開始。
- 1962年（昭和37年）5月31日：営団地下鉄日比谷線（現・東京メトロ日比谷線）が北千住駅まで延伸開業。同駅を介して東武伊勢崎線と直通運転を開始。
- 1964年（昭和39年）8月29日：営団地下鉄日比谷線が全線開業。中目黒駅を介して東急東横線と直通運転を開始。
- 1966年（昭和41年）4月28日：中野駅を介して国鉄中央本線（現・JR中央・総武緩行線） - 営団地下鉄東西線（現・東京メトロ東西線）と相互直通運転を開始。
- 1968年（昭和43年）
  - 4月7日
    - 神戸高速鉄道東西線が開業。阪急神戸本線・阪神本線・山陽電気鉄道本線と相互直通運転を開始。
    - 神戸高速鉄道南北線が開業。湊川駅を介して神戸電鉄有馬線と相互直通運転を開始。

  - 6月21日：京急本線・都営地下鉄浅草線が泉岳寺駅まで延伸開業。同駅を介し相互直通運転を開始。
  - 12月20日：京阪本線・宇治線 - 近鉄京都線・奈良線の相互直通運転を廃止。
- 1969年（昭和44年）
  - 4月8日：西船橋駅を介して国鉄総武本線 - 営団地下鉄東西線と相互直通運転を開始。
  - 12月6日：大阪市営地下鉄堺筋線が部分開業。天神橋筋六丁目駅を介して阪急千里線・阪急京都本線と相互直通運転を開始。
- 1970年（昭和45年）2月24日：北大阪急行電鉄南北線が開業。江坂駅を介して大阪市営地下鉄御堂筋線と相互直通運転を開始。
- 1971年（昭和46年）
  - 4月1日：大阪府都市開発泉北高速鉄道線（現・南海泉北線）が部分開業。中百舌鳥駅を介して南海高野線と相互直通運転を開始。
  - 4月20日：営団地下鉄千代田線（現・東京メトロ千代田線）が綾瀬駅まで部分開業。同駅を介して国鉄常磐緩行線（現・JR常磐緩行線）と相互直通運転を開始。
- 1978年（昭和53年）
  - 3月31日：営団地下鉄千代田線が全線開業。代々木上原駅を介して小田急小田原線と相互直通運転を開始（国鉄 - 小田急間の直通列車も営団の車両による変則乗り入れで設定）。
  - 8月1日：営団地下鉄半蔵門線（現・東京メトロ半蔵門線）が部分開業。渋谷駅を介して東急新玉川線（現・東急田園都市線）と相互直通運転を開始。
- 1979年（昭和54年）
  - 3月9日：北総鉄道北総線が部分開業。北初富駅を介して新京成電鉄新京成線（現・京成松戸線）と直通運転を開始。
  - 7月29日：名鉄豊田新線（現・名鉄豊田線）が全線開業。赤池駅を介して名古屋市営地下鉄鶴舞線と相互直通運転を開始。
- 1980年（昭和55年）3月16日：都営地下鉄新宿線が新宿駅まで延伸開業。同駅を介して京王新線と相互直通運転を開始。
- 1983年（昭和58年）
  - 3月22日：福岡市地下鉄1号線（現・福岡市地下鉄空港線）が姪浜駅まで延伸開業。同駅を介して国鉄筑肥線（現・JR筑肥線）と相互直通運転を開始。
  - 10月1日：西武有楽町線が部分開業。小竹向原駅を介して営団地下鉄有楽町線（現・東京メトロ有楽町線）からの直通運転を開始。(この時点では、西武有楽町線が自社線と線路がつながっていなかったため、全線開業までは、営団からの片乗り入れとなった)
- 1985年（昭和60年）3月14日：鹿島臨海鉄道大洗鹿島線が開業。北鹿島駅（現・鹿島サッカースタジアム駅）を介して国鉄鹿島線と直通運転を開始。
- 1986年（昭和61年）
  - 10月1日：近鉄東大阪線（現・近鉄けいはんな線）が部分開業。長田駅を介して大阪市営地下鉄中央線と相互直通運転を開始。
  - 10月9日：野岩鉄道会津鬼怒川線が全線開業。新藤原駅を介して東武鬼怒川線と相互直通運転を開始。
- 1987年（昭和62年）8月25日：営団地下鉄有楽町線が和光市駅まで延伸開業。同駅を介して東武東上本線と相互直通運転を開始。
- 1988年（昭和63年）
  - 4月2日：北神急行電鉄北神線が開業。新神戸駅を介して神戸市営地下鉄西神・山手線と相互直通運転を開始[10]。
  - 8月28日：竹田駅を介して近鉄京都線 - 京都市営地下鉄烏丸線の相互直通運転を開始。
- 1991年（平成3年）3月31日：北総鉄道北総線が京成高砂駅まで延伸開業。同駅を介して京成本線と方向直通運転を開始（このうち京急本線とは1993年に相互直通運転に変更後、1995年4月に一度片方向直通運転に戻るも同年7月より再度相互直通運転に復帰）。
- 1992年（平成4年）
  - 3月26日：阿佐海岸鉄道阿佐東線が開業。海部駅を介してJR牟岐線と相互直通運転を開始。
  - 7月8日：北総鉄道北総線 - 新京成電鉄新京成線の相互直通運転を終了。
- 1993年（平成5年）8月12日：名古屋市営地下鉄鶴舞線が全線開業。上小田井駅を介して名鉄犬山線と相互直通運転を開始。
- 1994年（平成6年）12月3日：智頭急行智頭線が開業。上郡駅を介してJR山陽本線と、智頭駅を介してJR因美線と相互直通運転を開始。
- 1996年（平成8年）4月27日：東葉高速鉄道東葉高速線が開業。西船橋駅を介して営団地下鉄東西線と相互直通運転を開始。
- 1997年（平成9年）
  - 3月22日：北越急行ほくほく線が開業。六日町駅を介してJR上越線と、犀潟駅を介してJR信越本線と相互直通運転を開始。
  - 10月12日：京都市営地下鉄東西線が部分開業。御陵駅を介して京阪京津線と直通運転を開始（京都市交通局50系電車は京津線に乗り入れないため、片乗り入れとなる）。
  - 11月17日：川西能勢口駅を介して阪急宝塚本線 - 能勢電鉄妙見線・日生線との直通運転を片乗り入れで開始（2014年8月1日より変則的な相互乗り入れに変更）。
  - 12月18日：大阪港トランスポートシステムテクノポート線とニュートラムテクノポート線の営業を開始。前者は大阪港駅を介して大阪市営地下鉄中央線と近鉄東大阪線（現・近鉄けいはんな線）と、後者は中ふ頭駅を介してニュートラム南港ポートタウン線と直通運転を開始。特に後者は日本では初かつ現在に至るまで唯一となっている新交通システムでの直通運転であった。
- 2000年（平成12年）9月26日：営団地下鉄南北線（現・東京メトロ南北線）・都営地下鉄三田線が全線開業。目黒駅を介して東急目黒線と相互直通運転を開始。
- 2001年（平成13年）3月28日：埼玉高速鉄道線が開業。赤羽岩淵駅を介して営団地下鉄南北線と相互直通運転を開始。
- 2002年（平成14年）
  - 7月1日：土佐くろしお鉄道ごめん・なはり線が開業。後免駅を介してJR土讃線と相互直通運転を開始。
  - 10月27日：芝山鉄道線が開業。東成田駅を介して京成東成田線と相互直通運転を開始。
  - 12月1日：東京臨海高速鉄道りんかい線が全線開業。大崎駅を介してJR埼京線と相互直通運転を開始。
- 2003年（平成15年）
  - 3月19日：営団地下鉄半蔵門線が押上駅まで延伸開業。同駅を介して東武伊勢崎線と相互直通運転を開始。
  - 3月27日：名古屋市営地下鉄上飯田線が開業。上飯田駅を介して名鉄小牧線と相互直通運転を開始。
- 2004年（平成16年）2月1日：横浜高速鉄道みなとみらい線が開業。横浜駅を介して東急東横線と相互直通運転を開始。
- 2005年（平成17年）7月1日：大阪港トランスポートシステムの運営形態変更により大阪市交通局の路線に組み込まれたため、両事業者間（および近鉄東大阪線）との相互直通運転は消滅。日本唯一の新交通システム路線での相互直通運転も終焉となった。
- 2006年（平成18年）
  - 3月18日：栗橋駅を介してJR宇都宮線 - 東武日光線の直通運転を特急列車に限定して開始。
  - 12月10日：京成津田沼駅を介して新京成電鉄新京成線 - 京成千葉線の直通運転を開始。
- 2007年（平成19年）3月18日：仙台空港鉄道仙台空港線が開業。名取駅を介してJR東北本線と相互直通運転を開始。
- 2008年（平成20年）6月14日：東京メトロ副都心線が開業。小竹向原駅を介して西武有楽町線経由西武池袋線と、和光市駅を介して東武東上本線と相互直通運転を開始。
- 2009年（平成21年）3月20日：阪神なんば線が開業。大阪難波駅を介して近鉄難波線経由で近鉄奈良線と相互直通運転を開始。
- 2010年（平成22年）
  - 7月17日：京成成田空港線（成田スカイアクセス）が開業。京成高砂駅を介して相互直通運転を開始。北総鉄道北総線は全線が同線との共用区間となるが、旅客案内上は印旛日本医大駅を介して北総鉄道北総線区間と京成成田空港線との区間に分けられる。
  - 10月1日：神戸高速鉄道の運営形態変更により阪急・阪神・神戸電鉄の路線に組み込まれ、神戸高速鉄道南北線は神戸電鉄神戸高速線に改称されたため、神戸電鉄は他事業者への直通運転が消滅。同様に神戸高速鉄道東西線は元町駅までの本線区間が阪神神戸高速線に、その支線である（阪急）三宮駅（現・<阪急>神戸三宮駅）までの東西線の支線は阪急神戸高速線にそれぞれ改称され、西代駅で接続の山陽電気鉄道本線を含めて神戸高速鉄道への相互直通運転が消滅。この関係で山陽電気鉄道の（阪急）三宮駅発着列車については阪急への直通運転が片方向直通運転の形態ながらも復活した。
- 2013年（平成25年）3月16日
  - 東急東横線渋谷駅が地下化。同駅を介して東京メトロ副都心線の相互直通運転を開始。
  - 東急東横線 - 東京メトロ日比谷線の直通運転を終了。地下鉄と郊外の民鉄事業者による初の相互直通運転終了となる[注 12]。
- 2015年（平成27年）3月14日：直江津駅を介して北越急行ほくほく線 - （JR信越本線） - えちごトキめき鉄道妙高はねうまラインの直通運転を開始。
- 2016年（平成28年）
  - 3月26日：東京メトロ千代田線を介してJR東日本E233系電車の小田急線への、小田急4000形電車 (2代)のJR東日本常磐線への相互乗り入れを開始。それまでは3社直通の運用には東京メトロ車を使用した変則直通運転であった。
  - 3月27日：田原町駅を介して福井鉄道福武線 - えちぜん鉄道三国芦原線の相互直通運転を開始。
- 2017年（平成29年）3月4日：青い森鉄道線 - 奥羽本線の直通運転を終了。
- 2018年（平成30年）3月17日：青い森鉄道線 - 八戸線の直通運転を終了。
- 2019年（平成31年、令和元年）
  - 3月16日：牟岐線 - 阿佐海岸鉄道阿佐東線の相互直通運転を終了。
  - 11月30日：相鉄新横浜線が部分開業。羽沢横浜国大駅を介して相鉄本線 - JR埼京線（一部JR川越線）の相互直通運転を開始[11][注 13]。相鉄・JR直通線も参照。
- 2020年（令和2年）
  - 3月14日：佐世保駅を介した松浦鉄道西九州線からJR九州佐世保線への直通運転を休止[12]。
  - 6月1日：北神急行電鉄の運営移譲により北神線が神戸市交通局の路線に組み込まれたため、両事業者間の相互直通運転は消滅[13]。
- 2023年（令和5年）
  - 3月17日：北越急行ほくほく線 - （JR信越本線） - えちごトキめき鉄道妙高はねうまラインの直通運転を終了。
  - 3月18日：相鉄新横浜線が全線開業及び東急新横浜線が開業。日吉駅を介して東急東横線・東急目黒線の相互直通運転を、都営地下鉄三田線・東京メトロ南北線・埼玉高速鉄道埼玉スタジアム線・東京メトロ副都心線との片方向直通運転を、東武東上本線との変則直通運転をそれぞれ開始。神奈川東部方面線も参照。
  - 7月15日：2016年熊本地震により被災していた南阿蘇鉄道高森線が全区間復旧。復旧に合わせ朝方の2本が豊肥本線肥後大津駅まで乗り入れ[14]。
- 2024年（令和6年）：3月16日：北陸新幹線 金沢駅 - 敦賀駅間開通により北陸本線から分割されたIRいしかわ鉄道線とハピラインふくい線間で相互直通運転を開始。
- 2025年（令和7年）4月1日：新京成電鉄の吸収合併により新京成線が京成電鉄の路線に組み込まれたため、両事業者間の直通運転は消滅（京成電鉄の車両は新京成線に乗り入れないため、片乗り入れとなっていた）[15]。また、泉北高速鉄道の吸収合併により泉北高速鉄道線が南海電気鉄道の路線に組み込まれたため、両事業者間の相互直通運転は消滅[16][17][注 14]。

### 日本における直通運転の事例
日本において、定期列車で行われている事業者間の直通運転の実施路線を示す。

#### JR同士
- 下表のほかに、寝台特急「サンライズ瀬戸」がJR東日本（東海道本線） - JR東海（東海道本線） - JR西日本（東海道本線・山陽本線・宇野線・本四備讃線） - JR四国（本四備讃線・予讃線）の4社を、「サンライズ出雲」が上記にある東日本・東海・西日本3社の東海道・山陽本線のほかにJR西日本の伯備線・山陰本線へ直通運転を行っている。

| 事業者名          | 路線名                                         | 境界駅     | 事業者名              | 路線名                                  | 備考                                          |
| ----------------- | ---------------------------------------------- | ---------- | --------------------- | --------------------------------------- | --------------------------------------------- |
| JR東日本          | 東北新幹線                                     | 新青森駅   | JR北海道              | 北海道新幹線                            |                                               |
| JR東日本          | 東海道本線                                     | 熱海駅     | JR東海 - 伊豆箱根鉄道 | 東海道本線 - 駿豆線                     | JR東日本の車両のみ                            |
| JR東日本          | （信越本線 - ）篠ノ井線 - 中央本線（中央東線） | 辰野駅     | JR東海                | 飯田線                                  | [ * 2 ]                                       |
| JR東日本          | （信越本線 - ）篠ノ井線                        | 塩尻駅     | JR東海                | 中央本線（中央西線）                    | [ * 3 ]                                       |
| JR東日本          | 北陸新幹線                                     | 上越妙高駅 | JR西日本              | 北陸新幹線                              |                                               |
| JR東海            | 東海道本線 - 高山本線                          | 猪谷駅     | JR西日本              | 高山本線                                | JR東海の車両による特急「ひだ」のみ。          |
| JR東海            | 東海道本線                                     | 米原駅     | JR西日本              | 東海道本線（琵琶湖線 - JR京都線）       | [ * 4 ]                                       |
| JR東海            | 東海道本線                                     | 米原駅     | JR西日本              | 北陸本線                                | [ * 4 ]                                       |
| 伊勢鉄道 - JR東海 | 関西本線 - 伊勢線 - 紀勢本線                   | 新宮駅     | JR西日本              | 紀勢本線（きのくに線）                  | JR東海の車両による特急「南紀」のみ            |
| JR東海            | 東海道新幹線                                   | 新大阪駅   | JR西日本              | 山陽新幹線                              | 16両編成の「のぞみ」「ひかり」のみ。          |
| JR西日本          | 宇野線 - 本四備讃線                            | 児島駅     | JR四国                | 本四備讃線 - 予讃線（ - 土讃線/高徳線） | [ * 5 ]                                       |
| JR西日本          | 山陽新幹線                                     | 博多駅     | JR九州                | 九州新幹線                              | 8両編成の「さくら」「みずほ」「つばめ」のみ。 |
| 1. 2. 3. 4. 5.    |                                                |            |                       |                                         |                                               |

#### JRと私鉄・第三セクター
地下鉄が関係するものについては後述
| 事業者名                                                                                           | 路線名                                                                                          | 境界駅                   | 事業者名                       | 路線名                                                        | 備考                                   |
| -------------------------------------------------------------------------------------------------- | ----------------------------------------------------------------------------------------------- | ------------------------ | ------------------------------ | ------------------------------------------------------------- | -------------------------------------- |
| JR北海道                                                                                           | 函館本線                                                                                        | 五稜郭駅                 | 道南いさりび鉄道               | 道南いさりび鉄道線                                            | 道南いさりび鉄道の車両のみ             |
| JR東日本                                                                                           | 大湊線                                                                                          | 野辺地駅                 | 青い森鉄道                     | 青い森鉄道線                                                  | JR東日本の車両のみ                     |
| JR東日本                                                                                           | 花輪線                                                                                          | 好摩駅                   | IGRいわて銀河鉄道              | いわて銀河鉄道線                                              | [ * 1 ] [ * 3 ]                        |
| JR東日本                                                                                           | 東北本線                                                                                        | 盛岡駅                   | IGRいわて銀河鉄道              | いわて銀河鉄道線                                              | [ * 1 ] [ * 3 ]                        |
| JR東日本                                                                                           | 東北本線                                                                                        | 名取駅                   | 仙台空港鉄道                   | 仙台空港線                                                    | [ * 4 ]                                |
| JR東日本                                                                                           | 東北本線                                                                                        | 槻木駅                   | 阿武隈急行                     | 阿武隈急行線                                                  | 阿武隈急行の車両のみ                   |
| JR東日本                                                                                           | 磐越西線 - 只見線                                                                               | 西若松駅                 | 会津鉄道 - 野岩鉄道 - 東武鉄道 | 会津線 - （野岩鉄道）会津鬼怒川線 - （東武）鬼怒川線 - 日光線 | 会津鉄道の車両のみ                     |
| JR東日本                                                                                           | 鹿島線                                                                                          | 鹿島サッカースタジアム駅 | 鹿島臨海鉄道                   | 大洗鹿島線                                                    | [ * 7 ]                                |
| JR東日本                                                                                           | 山手（貨物）線 - 東北本線（宇都宮線）                                                           | 栗橋駅                   | 東武鉄道                       | 日光線 - 鬼怒川線                                             | 「日光・きぬがわ」ほか特急列車のみ     |
| JR東日本                                                                                           | 川越線 - 埼京線（東北本線支線 - 赤羽線 - 山手（貨物）線） - 東海道本線（品鶴線 - 東海道貨物線） | 大崎駅                   | 東京臨海高速鉄道               | りんかい線                                                    | [ * 8 ]                                |
| JR東日本                                                                                           | 川越線 - 埼京線（東北本線支線 - 赤羽線 - 山手（貨物）線） - 東海道本線（品鶴線 - 東海道貨物線） | 羽沢横浜国大駅           | 相模鉄道                       | 相鉄新横浜線 - 相鉄本線                                       | [ * 8 ] [ * 9 ]                        |
| JR東日本                                                                                           | 東海道本線 - 伊東線                                                                             | 伊東駅                   | 伊豆急行                       | 伊豆急行線                                                    | [ * 10 ]                               |
| JR東海                                                                                             | 御殿場線                                                                                        | 松田駅                   | 小田急電鉄                     | 小田原線                                                      | 小田急の車両による特急「ふじさん」のみ |
| JR東日本 - JR東海                                                                                  | 東海道本線                                                                                      | 三島駅                   | 伊豆箱根鉄道                   | 駿豆線                                                        | JR東日本の車両による特急「踊り子」のみ |
| JR東日本                                                                                           | 総武本線（総武快速線） - 中央本線（中央線快速）                                                 | 大月駅                   | 富士山麓電気鉄道               | 大月線 - 河口湖線                                             | JR東日本の車両のみ                     |
| JR東日本                                                                                           | 上越線                                                                                          | 六日町駅                 | 北越急行                       | ほくほく線                                                    | 北越急行の車両のみ                     |
| JR東日本                                                                                           | 信越本線                                                                                        | 犀潟駅                   | 北越急行                       | ほくほく線                                                    | 北越急行の車両のみ                     |
| JR東日本                                                                                           | 信越本線                                                                                        | 直江津駅                 | えちごトキめき鉄道             | 妙高はねうまライン                                            | [ * 1 ] [ * 13 ]                       |
| JR東日本                                                                                           | 飯山線                                                                                          | 豊野駅                   | しなの鉄道                     | 北しなの線                                                    | JR東日本の車両のみ                     |
| JR東日本                                                                                           | 信越本線                                                                                        | 篠ノ井駅                 | しなの鉄道                     | しなの鉄道線                                                  | しなの鉄道の車両のみ                   |
| JR西日本                                                                                           | 城端線                                                                                          | 高岡駅                   | あいの風とやま鉄道             | あいの風とやま鉄道線                                          | JR西日本の車両のみ                     |
| JR西日本                                                                                           | 七尾線                                                                                          | 津幡駅                   | IRいしかわ鉄道                 | IRいしかわ鉄道線                                              | [ * 1 ] [ * 15 ]                       |
| JR西日本                                                                                           | 越美北線                                                                                        | 越前花堂駅               | ハピラインふくい               | ハピラインふくい線                                            | JR西日本の車両のみ                     |
| JR東海                                                                                             | 中央本線                                                                                        | 高蔵寺駅                 | 愛知環状鉄道                   | 愛知環状鉄道線                                                | JR東海の車両のみ                       |
| JR東海                                                                                             | 関西本線                                                                                        | 河原田駅                 | 伊勢鉄道                       | 伊勢線                                                        | [ * 1 ] [ * 18 ]                       |
| JR西日本 - JR東海                                                                                  | （参宮線 - ）紀勢本線                                                                           | 津駅                     | 伊勢鉄道                       | 伊勢線                                                        | [ * 1 ] [ * 18 ]                       |
| JR西日本                                                                                           | 山陰本線                                                                                        | 福知山駅                 | 京都丹後鉄道                   | 宮福線 - 宮豊線                                               | 特急「はしだて」のみ                   |
| JR西日本                                                                                           | （東海道本線 - ）山陽本線（JR神戸線）                                                           | 上郡駅                   | 智頭急行                       | 智頭線                                                        | [ * 1 ] [ * 19 ]                       |
| JR西日本                                                                                           | 山陰本線 - 因美線                                                                               | 智頭駅                   | 智頭急行                       | 智頭線                                                        | [ * 1 ] [ * 19 ]                       |
| JR西日本                                                                                           | 因美線                                                                                          | 郡家駅                   | 若桜鉄道                       | 若桜線                                                        | [ * 1 ] [ * 20 ]                       |
| JR西日本                                                                                           | 福塩線                                                                                          | 神辺駅                   | 井原鉄道                       | 井原線                                                        | 井原鉄道の車両のみ                     |
| JR西日本                                                                                           | 岩徳線                                                                                          | 川西駅                   | 錦川鉄道                       | 錦川清流線                                                    | 錦川鉄道の車両のみ                     |
| JR四国                                                                                             | 土讃線                                                                                          | 後免駅                   | 土佐くろしお鉄道               | ごめん・なはり線                                              | [ * 23 ]                               |
| JR四国                                                                                             | 土讃線                                                                                          | 窪川駅                   | 土佐くろしお鉄道               | 中村線 - 宿毛線                                               | 特急列車のみ                           |
| JR四国                                                                                             | 予土線                                                                                          | 若井駅                   | 土佐くろしお鉄道               | 中村線                                                        | JR四国の車両のみ                       |
| JR九州                                                                                             | 鹿児島本線                                                                                      | 八代駅・川内駅           | 肥薩おれんじ鉄道               | 肥薩おれんじ鉄道線                                            | [ * 1 ] [ * 26 ]                       |
| JR九州                                                                                             | 豊肥本線                                                                                        | 立野駅                   | 南阿蘇鉄道                     | 高森線                                                        | 南阿蘇鉄道の車両のみ                   |
| 1. 2. 3. 4. 5. 6. 7. 8. 9. 10. 11. 12. 13. 14. 15. 16. 17. 18. 19. 20. 21. 22. 23. 24. 25. 26. 27. |                                                                                                 |                          |                                |                                                               |                                        |

#### 私鉄・第三セクター同士
地下鉄が関係するものについては後述
| 事業者名                                                                       | 路線名                                                       | 境界駅               | 事業者名                                          | 路線名                                   | 備考             |
| ------------------------------------------------------------------------------ | ------------------------------------------------------------ | -------------------- | ------------------------------------------------- | ---------------------------------------- | ---------------- |
| IGRいわて銀河鉄道                                                              | いわて銀河鉄道線                                             | 目時駅               | 青い森鉄道                                        | 青い森鉄道線                             |                  |
| 東武鉄道                                                                       | 伊勢崎線 - 日光線 - 鬼怒川線                                 | 新藤原駅             | 野岩鉄道                                          | 会津鬼怒川線                             | [ * 1 ]          |
| JR東日本 - 会津鉄道                                                            | 磐越西線 - 只見線 - 会津線                                   | 会津高原尾瀬口駅     | 野岩鉄道                                          | 会津鬼怒川線                             | [ * 1 ]          |
| 京急電鉄 - 東京都交通局（都営地下鉄） - 京成電鉄                               | 押上線 - 本線 - 東成田線                                     | 京成高砂駅           | 北総鉄道                                          | 北総線                                   | [ * 2 ]          |
| 京急電鉄 - 東京都交通局（都営地下鉄） - 京成電鉄                               | 押上線 - 本線 - 東成田線                                     | 東成田駅             | 芝山鉄道                                          | 芝山鉄道線                               | [ * 2 ]          |
| 西武鉄道                                                                       | 池袋線 - 西武秩父線                                          | 御花畑駅・西武秩父駅 | 秩父鉄道                                          | 秩父本線                                 | 西武の車両のみ   |
| 東武鉄道 - 東京地下鉄（東京メトロ）- 東急電鉄                                  | 東上線 - 副都心線 - 東横線 - 東急新横浜線                    | 新横浜駅             | 相模鉄道                                          | 相鉄新横浜線 - 相鉄本線 - 相鉄いずみ野線 | [ * 3 ]          |
| 埼玉高速鉄道 - 東京地下鉄（東京メトロ）/ 東京都交通局（都営地下鉄） - 東急電鉄 | 埼玉高速鉄道線 - 南北線 / 都営三田線 - 目黒線 - 東急新横浜線 | 新横浜駅             | 相模鉄道                                          | 相鉄新横浜線 - 相鉄本線 - 相鉄いずみ野線 | [ * 3 ]          |
| 東京地下鉄（東京メトロ） - 小田急電鉄                                          | 千代田線 - 小田原線                                          | 小田原駅             | 小田急箱根                                        | 鉄道線（箱根登山電車）                   | 小田急の車両のみ |
| えちごトキめき鉄道                                                             | 日本海ひすいライン                                           | 市振駅               | あいの風とやま鉄道                                | あいの風とやま鉄道線                     | [ * 5 ]          |
| IRいしかわ鉄道                                                                 | IRいしかわ鉄道線                                             | 倶利伽羅駅           | あいの風とやま鉄道                                | あいの風とやま鉄道線                     | [ * 5 ]          |
| IRいしかわ鉄道                                                                 | IRいしかわ鉄道線                                             | 大聖寺駅             | ハピラインふくい                                  | ハピラインふくい線                       | [ * 5 ]          |
| 福井鉄道                                                                       | 福武線                                                       | 田原町駅             | えちぜん鉄道                                      | 三国芦原線                               | [ * 6 ]          |
| 阪急電鉄                                                                       | 宝塚本線                                                     | 川西能勢口駅         | 能勢電鉄                                          | 妙見線 - 日生線                          | [ * 7 ]          |
| 阪神電気鉄道                                                                   | 本線 - 阪神なんば線                                          | 大阪難波駅           | 近畿日本鉄道                                      | 難波線 - 大阪線 - 奈良線                 | [ * 8 ]          |
| 阪神電気鉄道                                                                   | 本線 - 阪神神戸高速線（旧・神戸高速鉄道東西線）              | 西代駅               | 山陽電気鉄道                                      | 本線                                     | [ * 9 ]          |
| 阪急電鉄                                                                       | 阪急神戸高速線（旧・神戸高速鉄道東西線支線）                 | 新開地駅             | 阪神電気鉄道（神戸高速鉄道東西線） - 山陽電気鉄道 | 阪神神戸高速線 - 山陽電気鉄道本線        | [ * 10 ]         |
| 1. 2. 3. 4. 5. 6. 7. 8. 9. 10.                                                 |                                                              |                      |                                                   |                                          |                  |

#### 地下鉄とJR・私鉄
| 事業者名                                           | 路線名                                                                                             | 境界駅             | 事業者名                           | 路線名             | 境界駅     | 事業者名                      | 路線名                                                                                | 備考           |
| -------------------------------------------------- | -------------------------------------------------------------------------------------------------- | ------------------ | ---------------------------------- | ------------------ | ---------- | ----------------------------- | ------------------------------------------------------------------------------------- | -------------- |
| JR東日本                                           | 中央線（各駅停車）                                                                                 | 中野駅             | 東京地下鉄（東京メトロ）           | 東西線             | 西船橋駅   | JR東日本                      | 総武線（各駅停車）                                                                    | [ * 1 ]        |
| JR東日本                                           | 中央線（各駅停車）                                                                                 | 中野駅             | 東京地下鉄（東京メトロ）           | 東西線             | 西船橋駅   | 東葉高速鉄道                  | 東葉高速線                                                                            | [ * 1 ]        |
| 小田急電鉄                                         | 多摩線 - 小田原線                                                                                  | 代々木上原駅       | 東京地下鉄                         | 千代田線           | 綾瀬駅     | JR東日本                      | 常磐線（各駅停車）                                                                    | [ * 2 ]        |
| 相模鉄道 - 東急電鉄                                | （相模鉄道） 相鉄いずみ野線 - 相鉄本線 - 相鉄新横浜線 - （東急電鉄） 東急新横浜線 - 目黒線・東横線 | 目黒駅             | 東京地下鉄                         | 南北線             | 赤羽岩淵駅 | 埼玉高速鉄道                  | 埼玉高速鉄道線                                                                        | [ * 3 ]        |
| 相模鉄道 - 東急電鉄                                | （相模鉄道） 相鉄いずみ野線 - 相鉄本線 - 相鉄新横浜線 - （東急電鉄） 東急新横浜線 - 目黒線・東横線 | 目黒駅             | 東京都交通局（都営地下鉄）         | 三田線             |            |                               |                                                                                       | [ * 3 ]        |
| 相模鉄道 - 東急電鉄                                | （相模鉄道） 相鉄いずみ野線 - 相鉄本線 - 相鉄新横浜線 - （東急電鉄） 東急新横浜線 - 目黒線・東横線 | （副都心線）渋谷駅 | 東京地下鉄                         | 有楽町線・副都心線 | 和光市駅   | 東武鉄道                      | 東上本線                                                                              | [ * 4 ]        |
| 横浜高速鉄道 - 東急電鉄                            | （横浜高速鉄道） みなとみらい線 - （東急電鉄） 東横線                                              | （副都心線）渋谷駅 | 東京地下鉄                         | 有楽町線・副都心線 | 和光市駅   | 東武鉄道                      | 東上本線                                                                              | [ * 4 ]        |
| 横浜高速鉄道 - 東急電鉄                            | （横浜高速鉄道） みなとみらい線 - （東急電鉄） 東横線                                              | （副都心線）渋谷駅 | 東京地下鉄                         | 有楽町線・副都心線 | 小竹向原駅 | 西武鉄道                      | 西武有楽町線 - 池袋線                                                                 | [ * 4 ]        |
|                                                    | |                    | 東京地下鉄                         | 日比谷線           | 北千住駅   | 東武鉄道                      | 伊勢崎線 - 日光線                                                                     | [ * 5 ]        |
| 東急電鉄                                           | 田園都市線                                                                                         | 渋谷駅             | 東京地下鉄                         | 半蔵門線           | 押上駅     | 東武鉄道                      | 伊勢崎線 - 日光線                                                                     | [ * 6 ]        |
| 京浜急行電鉄                                       | 久里浜線・逗子線・空港線 - 本線                                                                    | 泉岳寺駅           | 東京都交通局                       | 浅草線             | 押上駅     | 京成電鉄 - 北総鉄道・芝山鉄道 | 押上線 - 京成本線 - 成田空港線（成田スカイアクセス線）・北総線・東成田線 - 芝山鉄道線 | [ * 7 ]        |
| 京王電鉄                                           | 高尾線・相模原線 - 京王線 - 京王新線                                                               | 新宿駅             | 東京都交通局                       | 新宿線             |            |                               |                                                                                       | [ * 8 ]        |
| 名古屋鉄道                                         | 犬山線                                                                                             | 上小田井駅         | 名古屋市交通局（名古屋市営地下鉄） | 鶴舞線             | 赤池駅     | 名古屋鉄道                    | 豊田線 - 三河線                                                                       | [ * 9 ]        |
| 名古屋鉄道                                         | 小牧線                                                                                             | 上飯田駅           | 名古屋市交通局                     | 上飯田線           |            |                               |                                                                                       | [ * 10 ]       |
| 京阪電気鉄道                                       | 京津線                                                                                             | 御陵駅             | 京都市交通局（京都市営地下鉄）     | 東西線             |            |                               |                                                                                       | 京阪の車両のみ |
| 近畿日本鉄道                                       | 奈良線 - 京都線                                                                                    | 竹田駅             | 京都市交通局                       | 烏丸線             |            |                               |                                                                                       | [ * 11 ]       |
| 近畿日本鉄道                                       | けいはんな線                                                                                       | 長田駅             | 大阪市高速電気軌道（Osaka Metro）  | 中央線             |            |                               |                                                                                       | [ * 12 ]       |
| 北大阪急行電鉄                                     | 南北線                                                                                             | 江坂駅             | 大阪市高速電気軌道                 | 御堂筋線           |            |                               |                                                                                       | [ * 13 ]       |
| 阪急電鉄                                           | 京都本線 - 千里線                                                                                  | 天神橋筋六丁目駅   | 大阪市高速電気軌道                 | 堺筋線             |            |                               |                                                                                       | [ * 14 ]       |
| JR九州                                             | 唐津線 - 筑肥線                                                                                    | 姪浜駅             | 福岡市交通局（福岡市地下鉄）       | 空港線             |            |                               |                                                                                       | [ * 15 ]       |
| 1. 2. 3. 4. 5. 6. 7. 8. 9. 10. 11. 12. 13. 14. 15. | |                    |                                    |                    |            |                               |                                                                                       |                |

## アメリカ合衆国における直通運転
アメリカ合衆国では、ユニオン・ステーション（共同使用駅）が線路使用権が設定されている例のひとつである。ユニオン・ステーションはたいていの場合、入換専業鉄道が保有しており、線路使用権も入換専業鉄道や、入換専業鉄道に出資している鉄道が使用する。
アメリカ合衆国においては、線路使用権の契約は陸上交通委員会に登録されており、公文書として閲覧できる。

## 韓国における直通運転
近来の韓国の鉄道界では「直通」という用語の曖昧さを回避するために、日本での「直通運転」（직통운전）に相当することは「直結運行」（직결운행）または「直結運転」（직결운전）と、「急行」のことは「急行」（급행）または「急行運転」（급행운전）といっている。

### 韓国における直通運転の事例
- 首都圏電鉄1号線
  - 京元線逍遥山駅 - ソウル交通公社1号線 - 京仁線[注 15]
  - ソウル交通公社1号線清凉里駅 - 長項線新昌駅[注 16]
- 首都圏電鉄3号線
  - ソウル交通公社3号線 - 一山線
- 首都圏電鉄4号線
  - 榛接線 - ソウル交通公社4号線 - 果川線 - 安山線[注 17]

## 中国における直通運転
中国の鉄道（国鉄）における旅客輸送は長距離輸送が中心であるため、線路間の直通運転は日常茶飯事である。さらに高速鉄道網も形成されており、高速鉄道同士、あるいは高速鉄道と在来線との間での直通運転も多くある。
一方、中国では日本における国電のような都市近郊電車網が皆無のため、国鉄 - 地下鉄の直通運転は全くない。一部地下鉄の線路と国鉄線路は物理上つながっているが、直通列車は設定されていない。
各会社同士が緊密に協力しないため、地下鉄と国鉄の直通列車を設定していない。

### 香港における直通運転
- 北西部を走る路面電車軽鉄 (香港)では、同じく兆康駅と屯門碼頭駅を結び、杯渡・市中心を経由する614P系統と、良景・石排を経由する615P系統が終日にわたり直通運転を実施している。どちらかの系統を運行する列車が終点に到着後、運行系統を変更してそのまま直通し、終点に到着すると再び変更して運行することを繰り返し、実質環状運転を実施している。
  - 例：兆康→（614P系統で運行）→杯渡→市中心→屯門碼頭→（615P系統に変更）→石排→良景→兆康→（再び614P系統に変更）→（以降繰り返し）
- ほかに、朝ラッシュ限定ではあるが途中駅で運行系統を変更する列車も数本ながら存在する。